# Regional Four Day Competition 2011/12
Der Regional Four Day Competition 2011/12 war die 46. Saison des nationalen First-Class-Cricket-Wettbewerbes in den West Indies und wurde vom 3. Februar bis zum 13. April 2012 ausgetragen. Im Finale konnte sich Jamaika mit 139 Runs gegen Barbados durchsetzen konnten.

## Format
Die sieben Mannschaften spielten in einer Gruppe gegen jedes andere Team jeweils zwei Mal. Für einen Sieg gibt es 12 Punkte, für eine Niederlage nach Führung nach dem ersten Innings vier Punkte, für einen Sieg nach dem ersten Innings bei einem Remis 6 Punkte, für eine Niederlage  nach dem ersten Innings bei einem Remis 6 Punkte, für eine Absage oder keine Entscheidung im ersten Innings 3 Punkte. Die ersten vier der Gruppe qualifizieren sich für das Halbfinale, dessen Sieger im Finale den Gewinner des Wettbewerbes ermitteln.

## Resultate

### Gruppenphase
Tabelle
Am Ende der Saison nahm die Tabelle die folgende Gestalt an.
| Team                           | Sp. | S | N | R | LWF | DWF | DLF | DLF | Ded | Punkte |
| ------------------------------ | --- | - | - | - | --- | --- | --- | --- | --- | ------ |
| Jamaika                        | 6   | 6 | 0 | 0 | 0   | 0   | 0   | 0   | 0   | 72     |
| Barbados                       | 6   | 4 | 2 | 0 | 0   | 0   | 0   | 0   | 0   | 48     |
| Trinidad und Tobago            | 6   | 3 | 1 | 0 | 1   | 1   | 0   | 0   | 0   | 46     |
| Guyana                         | 6   | 3 | 2 | 0 | 0   | 0   | 1   | 0   | 0   | 39     |
| Windward Islands               | 6   | 2 | 3 | 0 | 1   | 0   | 0   | 0   | 0   | 28     |
| Combined Campuses and Collages | 6   | 1 | 4 | 0 | 1   | 0   | 0   | 0   | 0   | 16     |
| Leeward Islands                | 6   | 1 | 5 | 0 | 0   | 0   | 0   | 0   | 0   | 12     |

Sieg: 12 Punkte; Remis: 3 Punkte

### Halbfinale
| 30. März – 1. April Scorecard | Kingston | Jamaika 196 (79.2) & 189 (64.3) | – | Guyana 126 (61.4) & 126 (52) |
|                               |          | Jamaika gewinnt mit 133 Runs    |   |                              |

| 30. März – 1. April Scorecard | Port of Spain | Barbados 223 (95.3) & 216 (69) | – | Trinidad und Tobago 84 (33.5) & 128 (49.5) |
|                               |               | Barbados gewinnt mit 227 Runs  |   |                                            |

### Finale
| 13. – 16. April Scorecard | Kingston | Jamaika 273 (93.1) & 247-5d (49) | – | Barbados 291 (101.2) & 90 (26.3) |
|                           |          | Jamaika gewinnt mit 139 Runs     |   |                                  |